# 1841

## Esdeveniments
- 20 de gener, Hong Kong, Xina: els britànics ocupen aquest enclavament.[1]
- 1 de febrer: Durant la Primera Guerra de l'Opi, Charles Elliot proclama de manera unilateral, Hong Kong territori britànic i els seus residents subjectes a la Corona.[2][3]
- 26 de novembre, Lleida: es funda l'Escola Normal de Mestres de Lleida
- Richard Owen descriu el primer sauròpode el Cetiosaure.[4]

## Naixements
Països Catalans
- 19 de febrer, Tortosa: Felip Pedrell i Sabaté, compositor, pedagog musical, musicòleg i crític musical català, capdavanter del nacionalisme musical a Catalunya.
- 8 de març, Barcelona, Província de Barcelona: Valentí Almirall, polític i escriptor en català.(m. 1904).[5]
- 3 d'abril, Móra d'Ebre: Filomena Ferrer i Galzeran, religiosa que impulsà la fundació del convent mínim de Móra.[6]
- 21 de maig, Sabadell, Província de Barcelona: Fèlix Sardà i Salvany, eclesiàstic apologista i escriptor català.
- 1 de setembre:
  - Mataró, Maresme: Josep Garcia i Oliver, industrial i polític català (m. 1883).[7]
  - Mataró, Maresme: Terenci Thos i Codina, advocat, polític i escriptor català (m. 1903).[8]
- 4 de desembre, Barcelona: Maria del Pilar Maspons i Labrós, Maria de Bell-lloc, escriptora catalana (m. 1907).[9]
- 22 de desembre, Argentona, Província de Barcelona: Gliceri Nonell i Mas, sacerdot escolapi.

Resta del món
- 14 de gener - Bourges: Berthe Morisot, pintora impressionista francesa (m. 1895).[10]
- 18 de gener - Ambert, Puy-de-Dôme, Alvèrnia, França: Emmanuel Chabrier, compositor francès (m. 1894).[11]
- 28 de gener: Henry Morton Stanley, explorador britànic-americà (m. 1904).
- 30 de gener - París (França): Félix Faure, President de la República Francesa (m. 1899).
- 15 de febrer: Manuel Ferraz de Campos Sales, president del Brasil (m. 1913).
- 25 de febrer: Llemotges, Occitània: Auguste Renoir, pintor francès (m. 1919).[12]
- 1 de maig, Rendsburg: Ludwig Friederichsen, geògraf, cartògraf, editor, llibreter, i polític colonial alemany.
- 6 d'agost, Aiud, Transsilvània: Florence Baker, exploradora britànica (m. 1916).[13]
- 25 d'agost: Berna (Suïssa): Emil Theodor Kocher, metge suís, Premi Nobel de Medicina o Fisiologia (m. 1917).[14]
- 8 de setembre, Nelahozeves, Imperi Austrohongarès: Antonín Dvořák, compositor txec (m. 1904).[15]
- 28 de setembre, Mouilleron-en-Pareds, França: Georges Clemenceau, polític francès (m. 1929).[16]
- 4 d'octubre: Prudente de Morais, president del Brasil (m. 1904).
- 6 de novembre, Mézin (França): Armand Fallières, advocat, President de la República Francesa (m. 1931).[17]
- 9 de novembre, Palau de Buckingham (Anglaterra): Eduard VII del Regne Unit fou rei del Regne Unit de la Gran Bretanya i Irlanda, emperador de l'Índia i dels Dominis Britànics d'Ultramar (1901-1911). Fou el primer monarca de la casa de Saxònia-Coburg Gotha que dirigí els destins del Regne Unit. (m. 1910).[18]
- 20 de novembre, Saint-Lin-Laurentides (Quebec) : Sir Wilfrid Laurier, nascut Henri-Charles-Wilfrid Laurier, fou el setè primer ministre del Canadà (m. 1919).[19]
- 20 de desembre, París (França): Ferdinand Buisson, pedagog i polític francès, Premi Nobel de la Pau de 1927 (m. 1932).

## Necrològiques
- 22 de març, Japó: Tokugawa Ienari, 42è shogun.
- 4 d'abril, Washington, DC, EUA: William Henry Harrison, militar i polític, novè president dels EUA (n. 1773).[20]
- 1 de juny, Massy, França: Nicolas Appert, inventor francès (n. 1749).[21]
- 5 de setembre, Parma, Itàlia: Margherita Dall'Aglio, tipògrafa i empresària, dona de G. Bodoni, publicà el Manuale tipografico.[22]
- 26 de setembre, Danyang, Jiangsu (Xina): Gong Zizhen, pensador, escriptor i poeta xinès (n. 1792).[23]

- Roßleben: Christian Gottlob Rebs, crític i compositor musical.